# Tipula receptor
Tipula receptor är en tvåvingeart som beskrevs av Alexander 1941. Tipula receptor ingår i släktet Tipula och familjen storharkrankar. Inga underarter finns listade i Catalogue of Life.